# Gorges (Manche)
Pour les articles homonymes, voir Gorges.
Gorges est une commune française, située dans le département de la Manche en région Normandie, peuplée de 347 habitants.

## Géographie

### Hydrographie
La commune est située dans le bassin Seine-Normandie. Elle est drainée par la Sèves, le Mouloir, le cours d'eau 01 de la commune de Gorges, un bras de Issue Courte, le canal 01 de la commune de Gorges, le canal 02 de Gorges, le canal 02 de la commune de Nay, le canal 03 de la commune de Sainteny, le cours d'eau 02 de la commune de Saint-Jores, le cours d'eau 04 de la commune de Sainteny, le fossé 01 des Planches de Camprond, le ruisseau de Briquebost et divers autres petits cours d'eau,.
La Sèves, d'une longueur de 33 km, prend sa source dans la commune de Muneville-le-Bingard et se jette  dans la Douve en limite de Auvers et de Carentan-les-Marais, après avoir traversé 15 communes. 
Le Mouloir, d'une longueur de 10 km, prend sa source dans le bois de Lessay de la  commune de Vesly et se jette  dans la Sèves à Montsenelle, après avoir traversé quatre communes. 

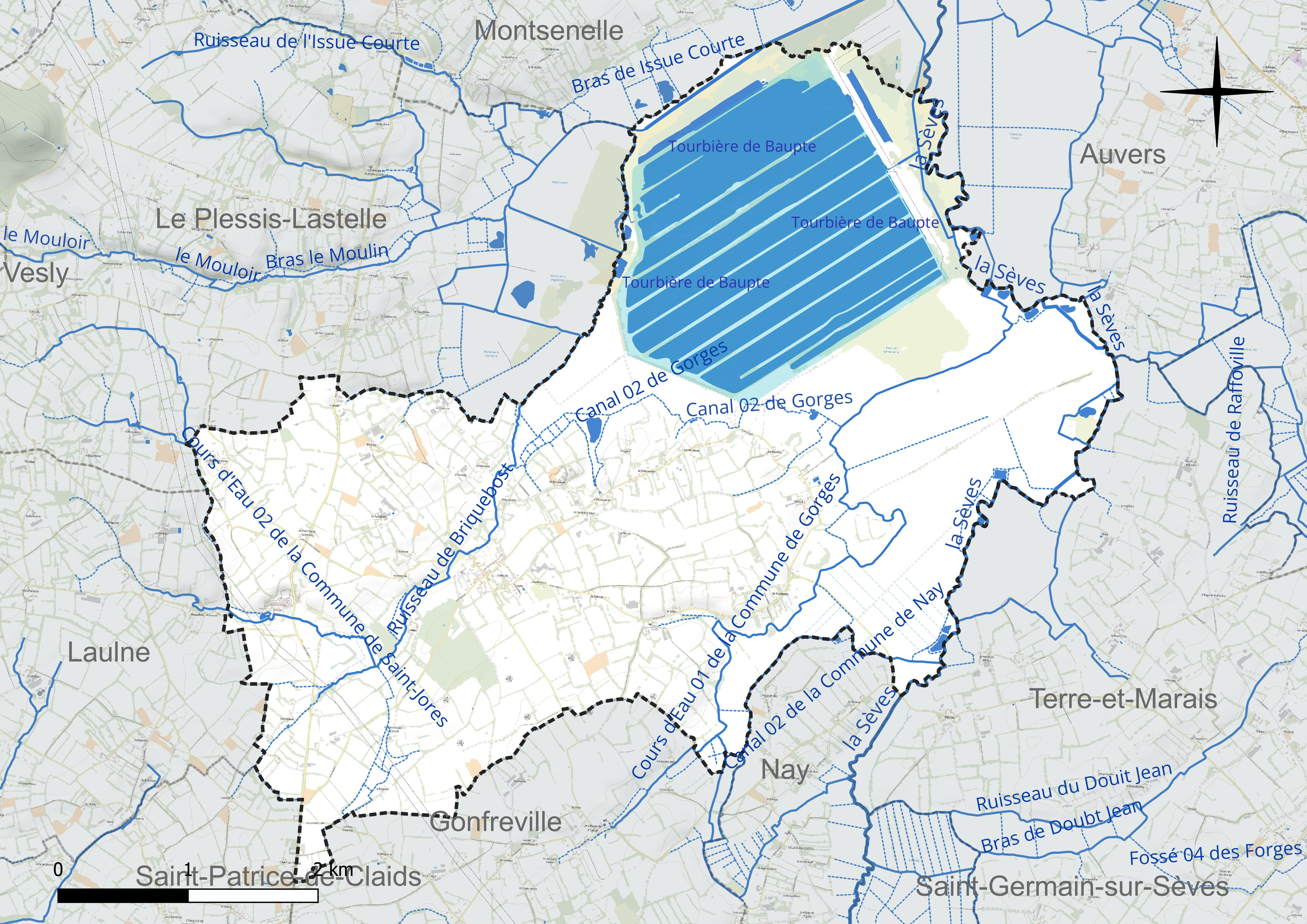
Réseau hydrographique de Gorges.

Un plan d'eau complète le réseau hydrographique : la tourbière de Baupte (113,5 ha),.

### Climat
Pour des articles plus généraux, voir Climat de la Normandie et Climat de la Manche.
En 2010, le climat de la commune est de type climat océanique franc, selon une étude du CNRS s'appuyant sur une série de données couvrant la période 1971-2000. En 2020, Météo-France publie une typologie des climats de la France métropolitaine dans laquelle la commune est exposée à un climat océanique et est dans la région climatique  Normandie (Cotentin, Orne), caractérisée par une pluviométrie relativement élevée (850 mm/a) et un été frais (15,5 °C) et venté. Parallèlement le GIEC normand, un groupe régional d’experts sur le climat, différencie quant à lui, dans une étude de 2020, trois grands types de climats pour la région Normandie, nuancés à une échelle plus fine par les facteurs géographiques locaux. La commune est, selon ce zonage, exposée à un « climat maritime », correspondant au Cotentin et à l'ouest du département de la Manche, frais, humide et pluvieux, où les contrastes pluviométrique et thermique sont parfois très prononcés en quelques kilomètres quand le relief est marqué.
Pour la période 1971-2000, la température annuelle moyenne est de 11,1 °C, avec une amplitude thermique annuelle de 11,1 °C. Le cumul annuel moyen de précipitations est de 889 mm, avec 13,8 jours de précipitations en janvier et 7,4 jours en juillet. Pour la période 1991-2020, la température moyenne annuelle observée sur la station météorologique la plus proche, située sur la commune de Sainte-Marie-du-Mont à 19 km à vol d'oiseau, est de 11,6 °C et le cumul annuel moyen de précipitations est de 890,0 mm,. Pour l'avenir, les paramètres climatiques de la commune estimés pour 2050 selon différents scénarios d’émission de gaz à effet de serre sont consultables sur un site dédié publié par Météo-France en novembre 2022.

## Urbanisme

### Typologie
Au 1er janvier 2024, Gorges est catégorisée commune rurale à habitat très dispersé, selon la nouvelle grille communale de densité à sept niveaux définie par l'Insee en 2022.
Elle est située hors unité urbaine et hors attraction des villes,.

### Occupation des sols
L'occupation des sols de la commune, telle qu'elle ressort de la base de données européenne d’occupation biophysique des sols Corine Land Cover (CLC), est marquée par l'importance des territoires agricoles (66,8 % en 2018), en diminution par rapport à 1990 (72,4 %).
La répartition détaillée en 2018 est la suivante : prairies (31,5 %), zones humides intérieures (29,3 %), zones agricoles hétérogènes (22,2 %), terres arables (13,1 %), zones urbanisées (2,9 %), forêts (1 %).

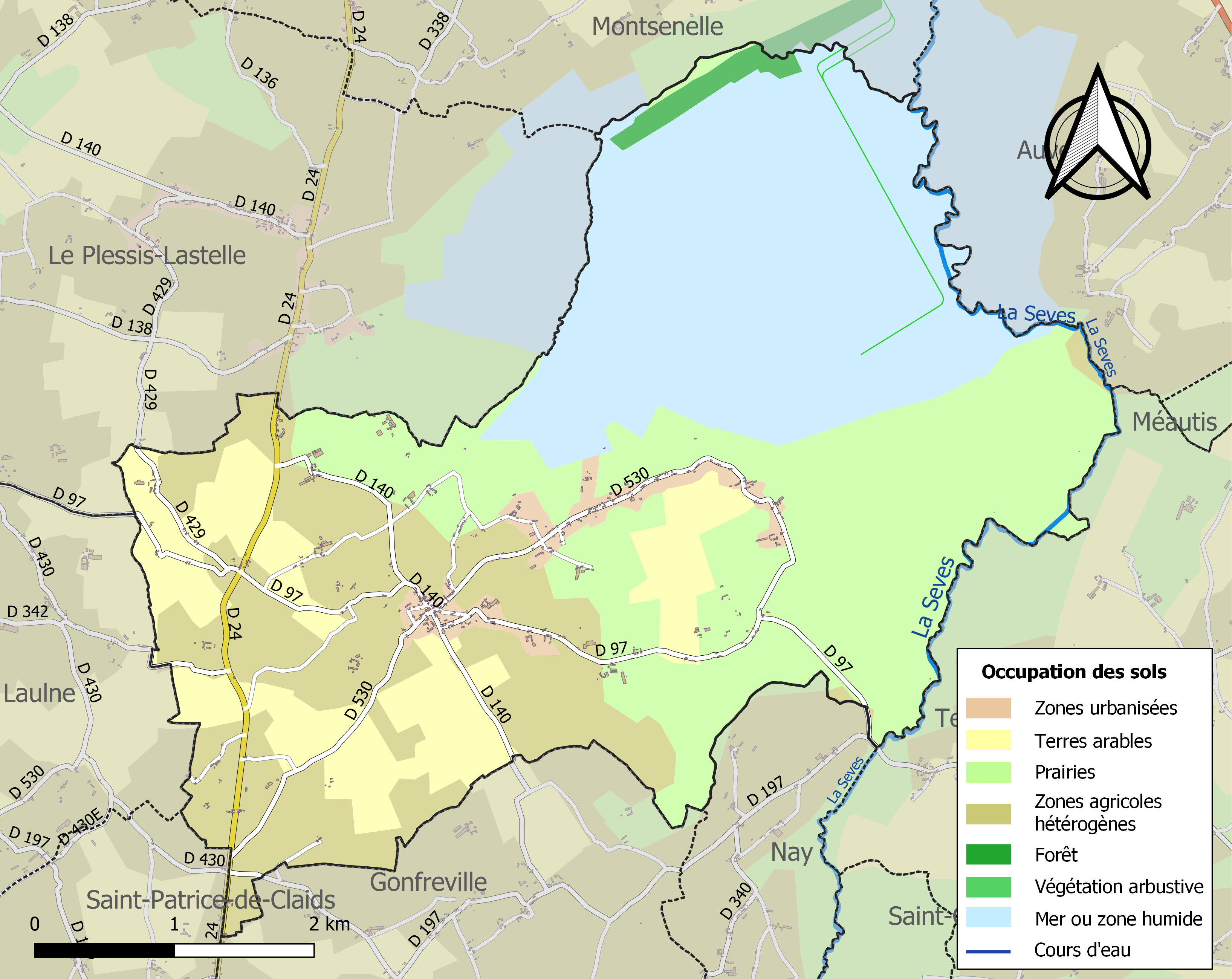
Carte des infrastructures et de l'occupation des sols de la commune en 2018 (CLC).

L'évolution de l’occupation des sols de la commune et de ses infrastructures peut être observée sur les différentes représentations cartographiques du territoire : la carte de Cassini (XVIIIe siècle), la carte d'état-major (1820-1866) et les cartes ou photos aériennes de l'IGN pour la période actuelle (1950 à aujourd'hui).

## Toponymie
Le nom de la localité est attesté sous les formes De Gorgie marisco en 1082, Gorgues en 1198, De Gorgiis en 1293.
Pluriel de l'oïl gorge dans le sens de « dépression dans le lit d'un ruisseau, pièce d'eau profonde et boueuse, gouffre ». Issu de l'ancien français gorge « gosier », apparemment employé au pluriel au sens de « fossés », « canaux de drainage », en relation avec une importante zone marécageuse.
Gorges a laissé son nom au marais de Gorges, attesté dès le XIe siècle (Gorgie mariscus en 1082), Gorges est sur le ruisseau appelé le Bricqueboscq, en amont de l'immense marais de Gorges, aujourd'hui rebaptisé tourbière de Baupte.
Le gentilé est Gorgions ou Gorgillons.

## Histoire

### Antiquité
Le village était sur la voie romaine de Valognes à Coutances, dit chemin Perray.

### Moyen Âge
Un Raoul de Gorges était présent à la bataille d'Hastings. La famille de Gorges devint l'une des plus importantes d'Angleterre. Un descendant fut sheriff du Devon et gouverneur d'Exeter.
Au XIIe siècle, la paroisse relevait de l'honneur de La Haye.
En 1204, Thomas de Gorges prit le parti de Jean sans Terre et ses terres furent confisquées. Son dernier descendant, Edmund H. Gorges (1868-1949) était en 1945 commandant dans l'Armée du Rhin.

### Époque contemporaine
Vers 1875, les habitants des environs avaient l'autorisation d'extraire et de conserver pour leur usage personnel toute la tourbe qu'ils pouvaient recueillir en douze heures de temps pendant un jour précis du mois de juin[réf. nécessaire].

## Politique et administration
| Période                                  | Période   | Identité            | Étiquette | Qualité                |
| ---------------------------------------- | --------- | ------------------- | --------- | ---------------------- |
| 1977                                     | 1995      | Louis Brotelande    |           |                        |
| 1995                                     | mars 2008 | Jean-Claude Legouix |           |                        |
| mars 2008                                | mars 2014 | Pierre Fréret       | SE        | Agriculteur            |
| mars 2014                                | mai 2020  | Didier Lecocq       | SE        | Agriculteur            |
| mai 2020                                 | En cours  | David Cervantes     | SE        | Cadre dans l’industrie |
| Les données manquantes sont à compléter. |           |                     |           |                        |

## Démographie
L'évolution du nombre d'habitants est connue à travers les recensements de la population effectués dans la commune depuis 1793. Pour les communes de moins de 10 000 habitants, une enquête de recensement portant sur toute la population est réalisée tous les cinq ans, les populations de référence des années intermédiaires étant quant à elles estimées par interpolation ou extrapolation. Pour la commune, le premier recensement exhaustif entrant dans le cadre du nouveau dispositif a été réalisé en 2007.
En 2022, la commune comptait 347 habitants, en évolution de −0,29 % par rapport à 2016 (Manche : −0,31 %, France hors Mayotte : +2,11 %).
Gorges absorbe Saint-Germain-la-Campagne en 1805 (111 habitants en 1793).
| 1793 | 1800 | 1806  | 1821  | 1831  | 1836  | 1841  | 1846  | 1851  |
| ---- | ---- | ----- | ----- | ----- | ----- | ----- | ----- | ----- |
| 861  | 870  | 1 178 | 1 265 | 1 232 | 1 236 | 1 235 | 1 269 | 1 263 |

| 1856  | 1861  | 1866  | 1872  | 1876  | 1881  | 1886  | 1891 | 1896 |
| ----- | ----- | ----- | ----- | ----- | ----- | ----- | ---- | ---- |
| 1 220 | 1 185 | 1 184 | 1 165 | 1 178 | 1 104 | 1 029 | 952  | 911  |

| 1901 | 1906 | 1911 | 1921 | 1926 | 1931 | 1936 | 1946 | 1954 |
| ---- | ---- | ---- | ---- | ---- | ---- | ---- | ---- | ---- |
| 830  | 837  | 803  | 658  | 644  | 623  | 617  | 612  | 576  |

| 1962 | 1968 | 1975 | 1982 | 1990 | 1999 | 2006 | 2007 | 2012 |
| ---- | ---- | ---- | ---- | ---- | ---- | ---- | ---- | ---- |
| 556  | 521  | 456  | 422  | 425  | 353  | 365  | 367  | 347  |

| 2017 | 2022 | - | - | - | - | - | - | - |
| ---- | ---- | - | - | - | - | - | - | - |
| 349  | 347  | - | - | - | - | - | - | - |

## Économie
La commune se situe dans la zone géographique des appellations d'origine protégée (AOP) Beurre d'Isigny et Crème d'Isigny.

## Culture locale et patrimoine

### Lieux et monuments

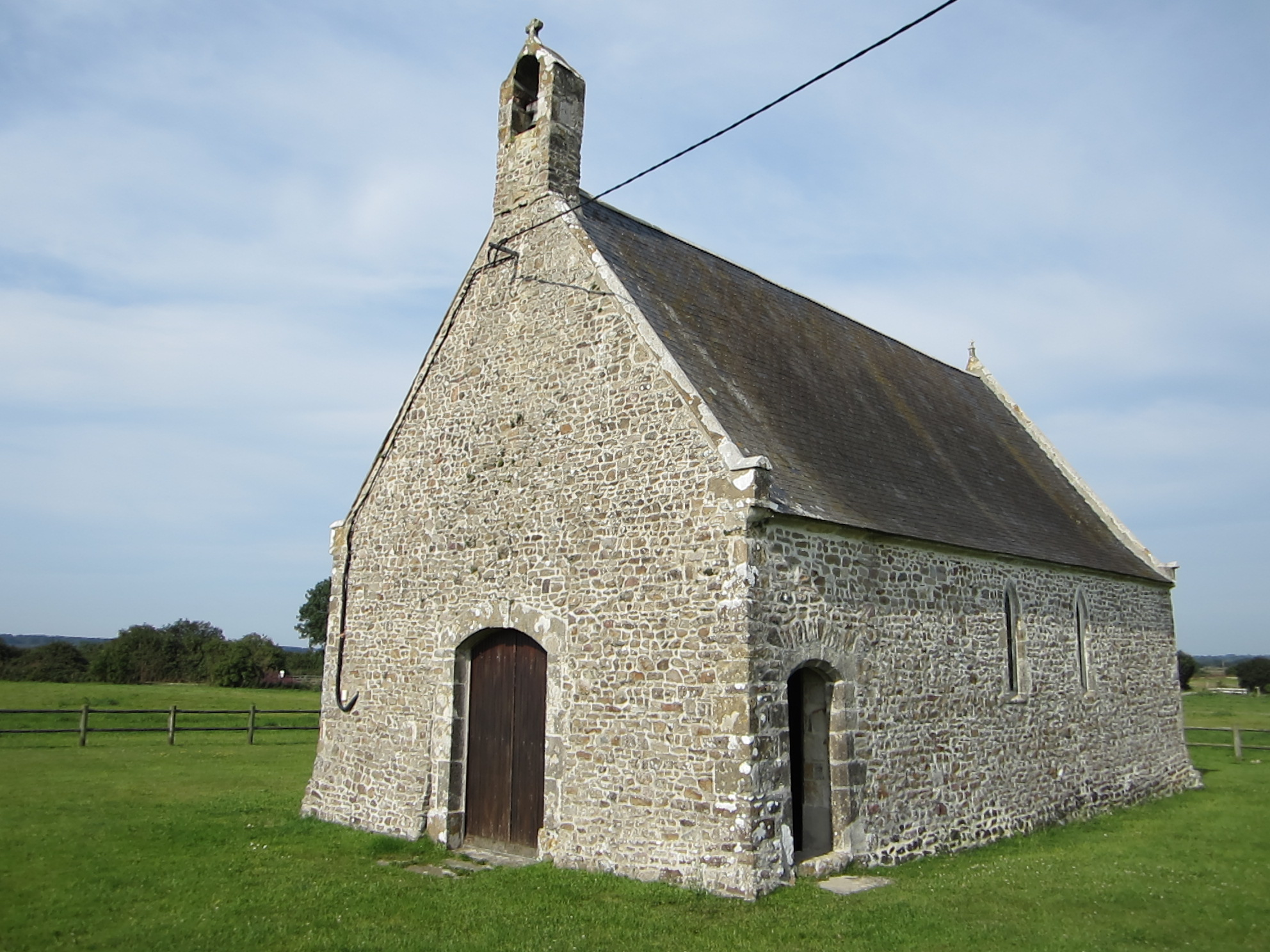
La chapelle Sainte-Anne-des-Marais.

- Église Notre-Dame du milieu du XIIIe, XVIe – XXe siècles[40],[41]. L'église de style gothique de plan cruciforme, et un clocher en bâtière, conserve des chapiteaux aux crochets épanouis et une statuaire polychrome représentant la pitié du XVe siècle[42]. Restaurée, l'église possède un vitrail représentant  L'Annonciation  conçu par Robert Raoul André Guinard (1896-1989)[43]. Elle abrite diverses œuvres : les statuettes christ en croix et saint Jean entouré des douze Apôtres du XVe, et un groupe sculpté la Déposition de croix du XVe, classées au titre objet aux monuments historiques, ainsi que des fonts baptismaux du XIIe, une chaire à prêcher du XVIIe, une Vierge à l'Enfant dite Notre-Dame de Gorges du XVIe, une statue de saint Laurent et son gril du XVIIIe, une verrière du XXe de Mauméjean et Chemin de croix du XXe de Marcelle Guinard.
- Chapelle Sainte-Anne-des-Marais dont l'origine remonte au XIVe siècle ; elle est citée en 1332 dans le livre blanc de Coutances[29]. L'église est située au milieu des marais, sur une plateforme surélevée de 0,50 m par rapport au niveau du sol, et fut restaurée au XIXe siècle. Vitraux et mosaïque murale de la Vierge et saint Joseph en 1947 par Gabriel Loire.
- Croix de chemin du Petit-Saint-Germain, calvaire du XIXe siècle, croix de cimetière du XVIIe siècle.
- Manoir de Camprond ou la Cour de Gorges du XVIIe siècle, inscrit aux monuments historiques[44], avec une cheminée décorative de la Renaissance.
- Château de Méterville du XVIe siècle.
- Traces de voie romaine.
- Anciens moulins.

Pour mémoire
- Motte. Le château, qui relevait du fief du Plessis, se trouvait à l'est de la chapelle Sainte-Anne, sur le lieu nommé le Catelet-de-Gorges, butte entamée, située entre deux pièces : Le Gardien Potier et le Clos Guerrier (Gerville C., 1825, 230)[45].